# Christopher Longuet-Higgins
Hugh Christopher Longuet-Higgins (Lenham, 11 aprile 1923 – 27 marzo 2004) è stato un chimico e scienziato cognitivo britannico.

## Vita
Longuet-Higgins nacque nella parrocchia di Lenham, nel Kent, secondo dei tre figli di un parroco. Studiò alla Pilgrims' School e quindi al Winchester College di Winchester. Nel 1941 vinse una borsa di studio per il Balliol College di Oxford. Seguì il corso di chimica, ma fece anche esami di musica e fu organista al Balliol College.
Prima di laurearsi propose la struttura corretta del diborano, un composto chimico la cui struttura non era interpretabile con il modello allora in uso del legame di valenza. I risultati furono pubblicati assieme al suo professore, Ronald Percy Bell.
Completò il PhD all'Università di Oxford sotto la supervisione di Charles Coulson. Seguì un'attività di post-dottorato all'Università di Chicago e all'Università di Manchester.
Nel 1952 fu nominato professore di fisica teorica al King's College di Londra; nel 1954 diventò professore di chimica teorica all'Università di Cambridge e membro del Corpus Christi College (Cambridge). In questo periodo diede importanti contributi alla chimica teorica.
Iniziò quindi a interessarsi al cervello e al nuovo campo dell'intelligenza artificiale. Come conseguenza, nel 1967 diede una svolta alla propria carriera e si spostò all'Università di Edimburgo. Qui, assieme a Richard Gregory e Donald Michie fondò il dipartimento di Intelligenza e percezione delle macchine, e assunse un ruolo di primo piano nell'avvio della School of Epistemics. Diede importanti contributi nel campo dell'informatica, delle reti neurali, della generazione del linguaggio con i computer e della percezione della musica. Longuet-Higgins non sapeva bene come classificare le sue ricerche, e nel 1973 coniò il termine "scienza cognitiva".
Nel 1974 andò al dipartimento di psicologia sperimentale dell'Università del Sussex, dove continuò i suoi studi di intelligenza artificiale. Dal 1984 al 1986 fu direttore dell'Istituto di scienze cognitive e informatiche. Combinando il suo talento musicale con l'abilità dello scienziato scrisse un famoso articolo sull'armonia classica e sviluppò un programma che generava uno spartito a partire da musica classica suonata al pianoforte. Negli ultimi anni di attività lavorò a come riprodurre automaticamente uno spartito in modo che il fraseggio risultasse soddisfacente. Questo lavoro non fu mai pubblicato.
Andò in pensione nel 1988 e fu nominato professore emerito all'Università del Sussex. Morì nel 2004. Non si sposò mai.

## Onorificenze
Longuet-Higgins ricevette numerosi riconoscimenti, tra i quali: membro della Royal Society, della Royal Society of Edinburgh, della Royal Society of Arts, dell'Accademia Internazionale di Scienze Quantistiche Molecolari, della National Academy of Sciences degli Stati Uniti e dell'American Academy of Arts and Sciences. Ebbe cinque lauree honoris causa (Bristol, Essex, York, Sussex, Sheffield, quest'ultima in musica). In suo onore nel 2005 fu creato il Premio Longuet-Higgins per contributi fondamentali alla visione artificiale che hanno resistito alla prova del tempo. Il premio viene assegnato ogni anno dalla Conference on Computer Vision and Pattern Recognition ad un massimo di due lavori ragguardevoli pubblicati dieci anni prima alla stessa conferenza.

## Opere
Longuet-Higgins scrisse circa 200 articoli specialistici di chimica teorica, biologia teorica e psicologia teorica. Scrisse anche alcuni libri, tra cui:
- A. J. P. Kenny, C. H. Waddington, H. C. Longuet-Higgins e J. R. Lucas, The Nature of Mind (The Gifford lectures), Edinburgh University Press, 1972, ISBN 978-0-85224-235-3.
- A. J. P. Kenny, C. H. Waddington, H. C. Longuet-Higgins e J. R. Lucas, The Development of Mind (The Gifford lectures), Edinburgh University Press, 1973.
- Mental Processes: Studies in Cognitive Science, MIT Press, 1987, ISBN 978-0-262-12119-4.